# نوآ یانگ
نوآ یانگ (انگلیسی: Noah Young؛ ‏ ۲ فوریهٔ ۱۸۸۷ – ۱۸ آوریل ۱۹۵۸) قهرمان پیشین وزنه‌برداری و بازیگر سینما اهل ایالات متحده آمریکا بود.

## گزیدهٔ فیلم‌شناسی
- در سالن نمایش قدیمی
- تنها پدرش
- دِین خود را ادا کن
- رأی‌ها را بشمارید
- هل نده
- پول کاغذی
- رئیس بزرگ سرخپوستان
- چاپ سویی اند کو
- حکمران و پیروانش
- شاهزاده
- یک ماه عسل پرجنب‌وجوش
- هرگز به من دست نزد
- فقط همسایه و بس
- جناب آقای بیلی بلیزس
- بیرون تراموا
- دزد را بزن
- تپانچه‌هایی برای صبحانه
- ماراتن
- پیش از صبحانه
- بله، آقا
- پرده را بالا بزن
- تازه‌وارد
- کفش‌هاتو دربیار
- یک سرباز وظیفه در سیبری
- مراقب باشید، داریم می‌افتیم
- از پدر بپرس
- تحت تعقیب – ۵٬۰۰۰ دلار
- دو نفر در جنب و جوش
- مشغله ذهنی
- هیچ‌چیز جز دردسر
- غوغای آنان را بشنو
- او ندارد مرا دوست
- جوانک مهارنشدنی
- ارتفاع و سرگیجه
- یک وسترن شرقی
- ارواح جن‌زده
- ترمیم‌کنندگان زناشویی
- جناب اعلیحضرت حقه‌باز
- بیرون کردن میکروب‌ها از آلمان
- مردی که دریانورد شد
- چرا دخترها جواب رد می‌دهند
- داداش‌های زیر چانه‌ای
- بکش یا شفا بده
- صفیر ظهر
- هوت مون!
- تقلا برای سلامتی
- زنت رو دوست داری؟
- در حال پرسه
- هیچ‌کجا مثل زندان نیست
- پاها به جلو
- بچه‌های ناخدا کید
- پسر مامان‌بزرگ
- یا همین حالا یا هیچ‌وقت
- ایمنی آخر از همه!
- عاقله‌مردهای دست‌ودلباز
- آیا لازم است ملوانان ازدواج کنند؟
- قبول می‌کنم
- محض رضای خدا
- گاز و هوا
- زب در مقابل پاپریکا
- استقبال از خطر
- دردسر برادوی
- دست به دهان
- دیوانه سینما